# Derek Forbort
Derek Alan Forbort (* 4. März 1992 in Duluth, Minnesota) ist ein US-amerikanischer Eishockeyspieler, der seit Juli 2024 bei den Vancouver Canucks in der National Hockey League unter Vertrag steht. Zuvor verbrachte der Verteidiger knapp sieben Jahre in der Organisation der Los Angeles Kings und war zudem für die Calgary Flames, Winnipeg Jets und Boston Bruins aktiv.

## Karriere
Derek Forbort spielte in seiner Jugend für das Eishockey-Team der Duluth East High School in seiner Heimatstadt. In der Saison 2008/09 kam der Verteidiger so in der regionalen High-School-Liga auf 28 Scorerpunkte in 25 Spielen, sodass er zum Ende der Spielzeit in das USA Hockey National Team Development Program (NTDP), die zentrale Talenteschmiede des US-amerikanischen Eishockeyverbands, eingeladen wurde. In der Folge verbrachte Forbort die gesamte Saison 2009/10 im Kader des NTDP und nahm mit der Mannschaft am Spielbetrieb der United States Hockey League (USHL) teil, der höchsten Juniorenliga der Vereinigten Staaten. Zugleich fungieren die Auswahlen des NTDP als Junioren-Nationalmannschaften, sodass er mit der U18 der Vereinigten Staaten bei der U18-Weltmeisterschaft 2010 die Goldmedaille gewann. Im anschließenden NHL Entry Draft 2010 wurde er an 15. Position von den Los Angeles Kings ausgewählt.
In der Folge schrieb sich Forbort zum Herbst 2010 an der University of North Dakota ein und spielte fortan für deren Fighting Sioux in der Western Collegiate Hockey Association (WCHA), einer Liga der National Collegiate Athletic Association (NCAA). In seinen ersten beiden Saisons gewann der Abwehrspieler jeweils die Meisterschaft der WCHA mit den Fighting Sioux und nahm mit der U20-Nationalmannschaft seines Heimatlandes an den U20-Weltmeisterschaften 2011 und 2012 teil, wobei das Team USA 2011 die Bronzemedaille errang. Nach seinem Sophomore-Jahr, das er mit 17 Punkten aus 42 mit persönlichen Bestwerten beendete, statteten ihn die Los Angeles Kings im April 2013 mit einem Einstiegsvertrag aus.
Die Kings setzten Forbort vorerst ausschließlich bei ihrem Farmteam, den Manchester Monarchs, in der American Hockey League (AHL) ein, wobei er mit der Mannschaft die AHL-Playoffs 2015 um den Calder Cup gewann. Zu Beginn der folgenden Spielzeit 2015/16 debütierte der US-Amerikaner für die Kings in der National Hockey League (NHL) und kam im Verlauf auf 14 NHL-Einsätze, verbrachte jedoch auch dieses Jahr zum Großteil in der AHL, beim neuen Farmteam der Kings, den Ontario Reign. Nachdem er im Juli 2016 einen neuen Zweijahresvertrag in Los Angeles unterzeichnet hatte, etablierte sich Forbort im Rahmen der Saisonvorbereitung im NHL-Aufgebot der Kings und kam dort fortan regelmäßig zum Einsatz.
Nach knapp sieben Jahren in der Organisation der Kings wurde Forbort zur Trade Deadline im Februar 2020 an die Calgary Flames abgegeben, die im Gegenzug ein konditionales Viertrunden-Wahlrecht im NHL Entry Draft 2021 nach Los Angeles schickten. In Calgary beendete er die Saison und wechselte anschließend im Oktober 2020 als Free Agent zu den Winnipeg Jets, ebenso wie im Juli 2021 zu den Boston Bruins. Nach drei Jahren in Boston schloss er sich im Juli 2024, abermals als Free Agent, den Vancouver Canucks an.

## Erfolge und Auszeichnungen
- 2011 Broadmoor-Trophy-Gewinn mit der University of North Dakota
- 2012 Broadmoor-Trophy-Gewinn mit der University of North Dakota
- 2015 Calder-Cup-Gewinn mit den Manchester Monarchs

### International
- 2010 Goldmedaille bei der U18-Weltmeisterschaft
- 2011 Bronzemedaille bei der U20-Weltmeisterschaft

## Karrierestatistik
Stand: Ende der Saison 2023/24

### International
Vertrat die USA bei:
- U18-Weltmeisterschaft 2010
- U20-Weltmeisterschaft 2011
- U20-Weltmeisterschaft 2012

(Legende zur Spielerstatistik: Sp oder GP = absolvierte Spiele; T oder G = erzielte Tore; V oder A = erzielte Assists; Pkt oder Pts = erzielte Scorerpunkte; SM oder PIM = erhaltene Strafminuten; +/− = Plus/Minus-Bilanz; PP = erzielte Überzahltore; SH = erzielte Unterzahltore; GW = erzielte Siegtore; 1 Play-downs/Relegation; Kursiv: Statistik nicht vollständig)